# Marie Serneholt
Marie Eleonor Serneholt (Estocolmo, 11 de julio de 1983), más conocida como Marie Serneholt, es una cantante sueca, conocida por ser exintegrante del grupo de pop sueco A*Teens.

## A-Teens
En 1998, Serneholt firmó un contrato para grabar un disco con Stockholm Records (parte de Universal Music). Junto a ella estaban en aquel entonces sus compañeros Sara, Dhani y Amit. Juntos llegan a formar el grupo A*Teens. En 1999 lanzaron su primer sencillo con una canción de la banda legendaria ABBA, “Mamma Mia”, llegando a alcanzar el puesto número 1 en Suecia durante 8 semanas consecutivas. El éxito fue similar en el resto del mundo. Antes del 2000, el primer álbum “The Abba Generation” había vendido 4 millones de copias y se convirtieron en una de las bandas suecas más aclamadas.
Después de 6 años y más de 9 millones de álbumes vendidos, el grupo A-Teens se separó después de lanzar su álbum “Greatest Hits” y hacer su último tour por Suecia.

### 2004-2005
Con los A*Teens yendo de forma separada, varios rumores comentaban que Serneholt sería la primera del grupo en seguir como solista. Estos rumores demostraron ser infundados cuando su excompañero Dhani Lennevald lanza su primer sencillo en septiembre de 2004.
En 2005 la escogieron como modelo de los cosméticos de Maybelline de línea Escandinavia. También dio su voz para las versiones suecas de las películas “Robots y Herbie: Fully Loaded”. Estos esfuerzos permitieron que Marie mantuviera un perfil con los medios suecos mientras no hacía música.

## Su primer álbum
En 2005, contactó a Jorgen Elofsson, quien había trabajado con artistas como Britney Spears y Céline Dion y había comenzado a colaborar con dos jóvenes productores, Richard Brandén y Pär Westerlund. Posteriormente Marie firmó su primer reparto del expediente como artista solista.

## Enjoy The Ride
En febrero de 2006, su primer sencillo, “That´s The Way My Heart Goes" fue premiada por la radio sueca con una buena recepción por parte del público. El sencillo estuvo en el puesto 2 en la preferencia sueca y alcanzó el primer lugar en la preferencia sueca oficial, Swedish Digital Downloads Chart.

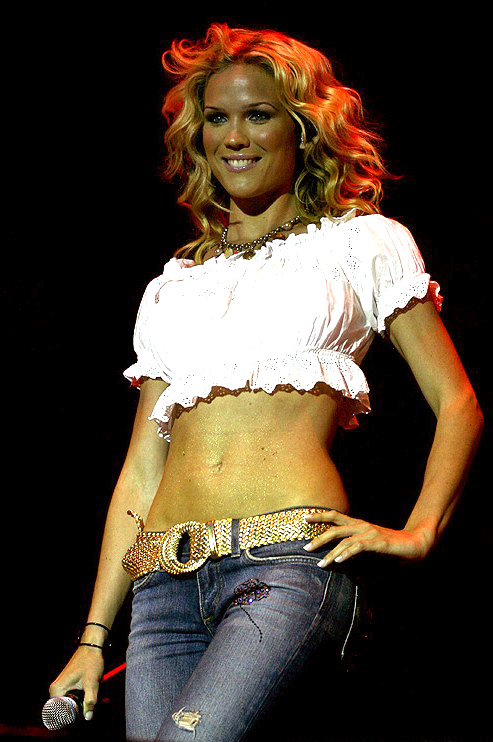
Serneholt en el Gatufesten en Sundsvall, Suecia en julio de 2006.

## Segundo Disco
El 3 de diciembre de 2008, confirmó por un canal de televisión que había sido elegida como una de tres artistas que participaría en un festival de Suecia. El 7 de febrero de 2009, durante la primera semifinal del festival interpretó el tema Disconnect me. Serneholt quedó como semifinalista y logró llegar a la final.

## Discografía
- 2006 Enjoy The Ride
- 2011 TBA

### Sencillos
| 2006 | That's The Way My Heart Goes | Enjoy The Ride    | 46 | 19 | 19 | 2  | 24 |
| 2006 | I Need A House               | Enjoy The Ride    | -- | -- | 49 | 40 | 72 |
| 2006 | Oxygen                       | Enjoy The Ride    | -- | -- | -- | -- | -- |
| 2009 | Disconnect Me                | MF 2009           | -- | -- | -- | 46 | -- |
| 2011 | Himlen I Min Famn            | Julkonserten 2011 | -- | -- | -- | -- | -- |
| 2012 | Salt And Pepper              | MF 2012           | -- | -- | -- | -- | -- |

### Videoclips
- That's the way my heart goes
- I need a house
- Oxygen
- Disconnect me